# 天台小止観
天台小止観（てんだい しょうしかん）は、天台智顗が説き、弟子の浄辨 (中国)（慧辨）が記録した、止観（坐禅の1種）についての説明書である。

## 概要
三種止観のうちの「漸次の止観」を説明した『禅門修証』10巻の要略書で、特に巻6の「禅のための前方便」を中心に、1巻10章編成で坐禅の作法を解説している。「童蒙止観」とも呼ばれる。

### 章立て
1. 具縁 - 準備を整える
2. 呵欲 - 欲望を喚起する物を遠ざける
3. 棄蓋 - 5種の悪しき心(五蓋)を捨てる
4. 調和 - 5種（飲食・睡眠・身体・呼吸・心）を調整する
5. 方便行 - 5つの修行を行う
6. 正修行 - 坐禅、随縁・随境修行
7. 善根発 - 修行の結果として善い結果が現れる
8. 覚知魔事 - 心の悪を知る
9. 治病患 - 病を治す
10. 証果 - 坐禅を実践して得られる成果